# Route nationale 14 (Inde)
Pour les articles homonymes, voir Route nationale 14.
La Route nationale 14 (en anglais : National Highway 14, sigle NH 14), une route nationale  en Inde qui commence à Morgram (en)  et se termine à Kharagpur au Bengale-Occidental.

## Tracé
La NH 14 part de son croisement de la NH 12 à Morgram dans le district de  Murshidabad.
Puis elle traverse Lohapur, Nalhati, Rampurhat, Mallarpur, Gonpur, Deucha, Mohammad Bazar, le barrage de Tilpara de la rivière Mayurakshi, Suri, Dubrajpur, Bhimgara, Pandabeswar, Haripur, Sonpur Bazari, Raniganj, Mejia, Durlabhpur, Gangajalghati, Amarkanan, Bankura, Bheduasole, Onda, Bishnupur, Garbeta, Salboni, Midnapore puis se termine en rencontrant la NH 16 près de Kharagpur.